# Michael Franti
Michael Franti er en hiphop- og reggae-sanger fra Oakland, Californien i USA. Han er forsanger i gruppen Michael Franti & Spearhead.
Franti deltager i projekter om politisk og frihed i Mellemøsten, og har også stiftet organisation Do It For The Love.

## Diskografi
Udgivelser som Michael Franti & Spearhead.
| Titel                   | Udgivelsesdato     | Pladeskab       |
| ----------------------- | ------------------ | --------------- |
| Home                    | 20. september 1994 | Capitol         |
| Chocolate Supa Highway  | 25. marts 1997     | Capitol         |
| Stay Human              | 15. maj 2001       | Boo Boo Wax     |
| Everyone Deserves Music | 17. juni 2003      | Boo Boo Wax     |
| Yell Fire!              | 25. juli 2006      | Anti-           |
| All Rebel Rockers       | 8. september 2008  | Anti-           |
| The Sound Of Sunshine   | 21. september 2010 | Capitol         |
| All People              | 30. juli 2013      | Capitol         |
| SoulRocker              | 3. juni 2016       | Fantasy Records |
| Stay Human, Vol. II     | 25. januar 2019    | Thirty Tigers   |
| Work Hard & Be Nice     | 19. juni 2020      | Thirty Tigers   |
| Follow Your Heart       | 3. juni 2022       | Thirty Tigers   |
| Big Big Love            | 3. november 2023   | Thirty Tigers   |